# Matthew (caravelle)
Pour les articles homonymes, voir Matthew.
Le Matthew est la réplique de la caravelle éponyme avec laquelle John Cabot, navigateur et explorateur vénitien au service de l’Angleterre, fit la découverte du continent nord-américain en 1497.
Son port d'attache actuel est Bristol au Royaume-Uni dont il est le navire-ambassadeur.

## Histoire
Ce trois-mâts à voiles carrées a été construit au Redcliffe Wharf (quai de Redcliffe dans Bristol) de 1994 à 1996 à l'occasion du 500e anniversaire du voyage de John Cabot pour la découverte du continent nord-américain en 1497 et pour refaire la même traversée.
Cette reconstitution de la caravelle Matthew a été conçue par Colin Mudie sur des illustrations de l'époque, les plans n'existant plus. Il ressemble plus à la caraque Santa Maria qu'à la caravelle La Niña de Christophe Colomb.
L'équipage comprend 19 personnes, identique à celui du bateau de John Cabot. Le Matthew possède aussi un moteur et tous les équipements modernes de navigation, pour des raisons de sécurité.
Il embarque des passagers pour des sorties de la journée, ou des groupes scolaires pour de courtes promenades. Il est aussi visitable à quai. Il hiverne dans le centre-ville de Bristol, au bassin à flot Princes Wharf.
Le Matthew est présent régulièrement aux Fêtes maritimes de Brest et de Douarnenez (Brest 2000, Brest 2004 et Brest 2008) ainsi aux Semaines du Golfe du Morbihan (2011 et 2013).

## Caractéristiques
Son gréement est celui d'un trois-mâts : une vergue carrée sur le grand mât et le mât de misaine, une voile latine sur le mât d'artimon et une civadière sur le beaupré.